# Al-Madjma'ah Sports City
Het Al-Madjma'ah Sports City (Arabisch: مدينة المجمعة الرياضية) is een multifunctioneel stadion in Al-Madjma'ah, een stad in Saoedi-Arabië.  
Het stadion wordt vooral gebruikt voor voetbalwedstrijden, de voetbalclubs Al-Faisaly FC, Al-Fayha FC en Al-Mujazzal Club maken gebruik van dit stadion. In het stadion is plaats voor 7.000 toeschouwers. Het stadion werd geopend in 1980. Tot 2019 heette dit stadion Koning Salman Bin Abdulaziz Sport City Stadion.